# Михайлов Олександр Олександрович (астроном)
Олекса́ндр Олекса́ндрович Миха́йлов (14 квітня (26 квітня) 1888, Моршанськ, тепер Тамбовської області, Росія — 29 вересня 1983, Ленінград, нині — Санкт-Петербург) — російський астроном і гравіметрист. Академік АН СРСР (1964). Герой Соціалістичної Праці (1978). Заслужений діяч науки РРФСР (1959).

## Біографічні дані
1911 — закінчив Московський університет.
1918—1948 — професор Московського університету.
1919—1947 — професор і завідувач кафедри Московського інституту інженерів геодезії, аерофотозйомки та картографії.
1934—1960 — президент Всесоюзного астрономо-геодезичного товариства.
1939—1962 — голова Астрономічної ради АН СРСР.
1943 — обрано членом-кореспондентом АН СРСР.
1946 — доктор Копенгагенського університету.
1946 — член-кореспондент Паризького бюро довгот.
1946—1948 — віце-президент Міжнародного астрономічного союзу.
1947—1964 — директор Головної астрономічної обсерваторії АН СРСР (Пулковської).
Після 1964 — завідувач відділу астрономічних постійних.

## Праці
Праці з теорії та попереднього вираховування затемнень, перевірки ефекту Ейнштейна, теорії фігури Землі, гравіметрії.

### Основні видання праць
- Курс гравиметрии и теории фигуры Земли. — 2-е издание. — М., 1939.(рос.)
- Теория затмений. 2-е издание. — М., 1954.(рос.)